# Vienne (quận)
Quận Vienne là một quận của Pháp nằm trong tỉnh Isère thuộc vùng Rhône-Alpes.  Nó có 8 tổng và 99 xã.

## Các đơn vị hành chính

### Các tổng
Các tổng của quận Vienne là:
1. Beaurepaire
2. La Côte-Saint-André
3. Heyrieux
4. Pont-de-Chéruy
5. Roussillon
6. Saint-Jean-de-Bournay
7. Vienne-Nord
8. Vienne-Sud

### Các xã
Các xã của quận Vienne và mã INSEE là:
| 1. Agnin (38003)                   | 2. Anjou (38009)                       | 3. Anthon (38011)                    |
| 4. Artas (38015)                   | 5. Arzay (38016)                       | 6. Assieu (38017)                    |
| 7. Auberives-sur-Varèze (38019)    | 8. Balbins (38025)                     | 9. Beaurepaire (38034)               |
| 10. Beauvoir-de-Marc (38035)       | 11. Bellegarde-Poussieu (38037)        | 12. Bossieu (38049)                  |
| 13. Bougé-Chambalud (38051)        | 14. Champier (38069)                   | 15. Chanas (38072)                   |
| 16. Charantonnay (38081)           | 17. Charvieu-Chavagneux (38085)        | 18. Chasse-sur-Rhône (38087)         |
| 19. Chavanoz (38097)               | 20. Cheyssieu (38101)                  | 21. Chonas-l'Amballan (38107)        |
| 22. Chuzelles (38110)              | 23. Chalon (38066)                     | 24. Châtonnay (38094)                |
| 25. Clonas-sur-Varèze (38114)      | 26. Commelle (38121)                   | 27. Cour-et-Buis (38134)             |
| 28. Culin (38141)                  | 29. Diémoz (38144)                     | 30. Eclose (38152)                   |
| 31. Estrablin (38157)              | 32. Eyzin-Pinet (38160)                | 33. Faramans (38161)                 |
| 34. Gillonnay (38180)              | 35. Grenay (38184)                     | 36. Heyrieux (38189)                 |
| 37. Janneyrias (38197)             | 38. Jarcieu (38198)                    | 39. Jardin (38199)                   |
| 40. La Chapelle-de-Surieu (38077)  | 41. La Côte-Saint-André (38130)        | 42. Le Péage-de-Roussillon (38298)   |
| 43. Les Côtes-d'Arey (38131)       | 44. Les Roches-de-Condrieu (38340)     | 45. Lieudieu (38211)                 |
| 46. Luzinay (38215)                | 47. Meyrieu-les-Étangs (38231)         | 48. Meyssiès (38232)                 |
| 49. Moidieu-Détourbe (38238)       | 50. Moissieu-sur-Dolon (38240)         | 51. Monsteroux-Milieu (38244)        |
| 52. Montseveroux (38259)           | 53. Mottier (38267)                    | 54. Nantoin (38274)                  |
| 55. Ornacieux (38284)              | 56. Oytier-Saint-Oblas (38288)         | 57. Pact (38290)                     |
| 58. Pajay (38291)                  | 59. Penol (38300)                      | 60. Pisieu (38307)                   |
| 61. Pommier-de-Beaurepaire (38311) | 62. Pont-de-Chéruy (38316)             | 63. Pont-Évêque (38318)              |
| 64. Primarette (38324)             | 65. Revel-Tourdan (38335)              | 66. Reventin-Vaugris (38336)         |
| 67. Roussillon (38344)             | 68. Royas (38346)                      | 69. Sablons (38349)                  |
| 70. Saint-Agnin-sur-Bion (38351)   | 71. Saint-Alban-du-Rhône (38353)       | 72. Saint-Barthélemy (38363)         |
| 73. Saint-Clair-du-Rhône (38378)   | 74. Saint-Georges-d'Espéranche (38389) | 75. Saint-Hilaire-de-la-Côte (38393) |
| 76. Saint-Jean-de-Bournay (38399)  | 77. Saint-Julien-de-l'Herms (38406)    | 78. Saint-Just-Chaleyssin (38408)    |
| 79. Saint-Maurice-l'Exil (38425)   | 80. Saint-Prim (38448)                 | 81. Saint-Romain-de-Surieu (38452)   |
| 82. Saint-Sorlin-de-Vienne (38459) | 83. Sainte-Anne-sur-Gervonde (38358)   | 84. Salaise-sur-Sanne (38468)        |
| 85. Sardieu (38473)                | 86. Savas-Mépin (38476)                | 87. Semons (38479)                   |
| 88. Septème (38480)                | 89. Serpaize (38484)                   | 90. Seyssuel (38487)                 |
| 91. Sonnay (38496)                 | 92. Tramolé (38512)                    | 93. Valencin (38519)                 |
| 94. Vernioz (38536)                | 95. Vienne (38544)                     | 96. Ville-sous-Anjou (38556)         |
| 97. Villeneuve-de-Marc (38555)     | 98. Villette-d'Anthon (38557)          | 99. Villette-de-Vienne (38558)       |